# 10,5 cm sK 18
Il 10,5 cm schwere Kanone 18 (10,5 cm sK 18) era un cannone campale tedesco della seconda guerra mondiale, di calibro 105 mm.
Il calibro standard dell'esercito tedesco per l'artiglieria campale era il 105mm dal tempo della ricostituzione negli anni '30. Esso venne giudicato migliore di una nuova artiglieria in 75mm, valutata troppo leggera per le esigenze del supporto a livello divisionale.
Il cannone sK 18 e la sua versione migliorata sK 18/40 era un progetto che partì dalla necessità di riequipaggiare i reparti d'artiglieria  con un cannone da 105mm, non divisionale, ma di corpo d'armata. Quindi l'artiglieria doveva essere dotata di eccellenti prestazioni in termini di gittata, ottenibili solo con una struttura pesante e complessa. I tedeschi cercarono quindi di riequipaggiare con tali armi le unità d'artiglieria di alto livello, stabilendo, in uno dei primi concorsi postbellici, quali fossero i requisiti da soddisfare. Fin dal 1926 sia la Krupp che la Rheinmetall avevano prodotto progetti campione e presentarono i prototipi nel 1930.
L'esercito tedesco scelse salomonicamente la bocca da fuoco Rehinmetall, ma su affusto Krupp, e i primi cannoni vennero distribuiti nel 1934. Dopotutto, all'epoca anche gli italiani avevano cannoni da 105mm (Schneider) per l'artiglieria di corpo d'armata. Ma si trattò di un sostanziale errore: il calibro 105mm non giustificava il costo e il peso di questo cannone a lungo raggio. Il successivo piano di meccanizzazione giunse quando oramai il cannone era divenuto di bassa priorità. Infatti, ci si rese conto che con lo stesso peso gli obici da 149mm erano molto più efficaci.
 Si decise quindi almeno di aumentare la gittata, con una canna da 60 calibri anziché 52, ma pochissime armi di questo tipo vennero prodotte, esse si chiamarono K 18/40.
Nell'insieme si trattò di uno sterile esercizio di balistica applicata. Il suo impiego venne via via limitato alla sola difesa costiera, dove la mancanza di mobilità non era un problema, come anche il lavoro degli artiglieri non appariva eccessivo.
Il cannone di per sé era lungo, sottile, elegante, con congegno di recupero sopra la canna, ruote in acciaio gommate e con fori di alleggerimento. Era alto oltre 2 metri, e questo non era un problema da poco in ambito tattico.

## Utilizzo come arma anticarro
I limiti derivanti dall'eccessiva stazza del cannone, che rendevano problematico il suo repentino spostamento, non impedirono agli ingegneri tedeschi di reinventare questo pezzo come arma anticarro. Già nelle prime fasi della seconda guerra mondiale, infatti, era emersa la necessità di disporre di un semovente armato con un cannone di grosso calibro che fosse capace di distruggere tanto le postazioni fortificate quanto i carri più corazzati dei nemici. Munito di proiettili perforanti in grado di penetrare 111 mm di corazza a 2000 m creati ad hoc per il suo nuovo ruolo, lo sK 18 fu installato su una versione di Panzer IV opportunamente modificata, il 10,5 cm Kanone (gepanzerte Selbstfahrlafette), noto tra le truppe come Dicker Max. Costruito in due prototipi, tale cacciacarri fu impiegato dalla 3. Panzer-Division (Wehrmacht) durante l'operazione Blu: uno di essi fu distrutto in combattimento dai sovietici, l'altro esplose a causa del surriscaldamento del motore che provocò la detonazione delle cariche di lancio.